# Viviane Mosé
Viviane Mosé (Vitória, 16 de janeiro de 1964) é uma poetisa, filósofa, psicóloga, psicanalista e especialista em elaboração e implementação de políticas públicas.

## Carreira
Mestre e doutora em filosofia pelo Instituto de Filosofia e Ciências Sociais da Universidade Federal do Rio de Janeiro. Publicou sua tese de doutorado Nietzsche e a grande política da linguagem em 2005 pela editora Civilização Brasileira.
Escreveu e apresentou, em 2005 e 2006, o quadro Ser ou não ser, no Fantástico, onde trazia temas de filosofia para uma linguagem cotidiana. Participou como comentarista do programa Liberdade de Expressão, na Rádio CBN, com Carlos Heitor Cony e Artur Xexéo. Tem diversos livros de poesia, filosofia e psicanálise publicados. Hoje é sócia e diretora de conteúdo da Usina Pensamento, além de ser colaboradora fixa do programa Encontro com Fátima Bernardes.

## Obras
Poesia
- Calor, (2017);
- Frio, (2017);
- Toda Palavra, (2008);
- Pensamento chão, (2007);
- Desato, (2006);
- Receita para lavar palavra suja, (2004);
- Escritos, (1990);
- Imagem Escrita, (1999);
- 7 + 1, Francisco Alves (1997).

Filosofia e Psicanálise
- Nietzsche hoje. (2018);
- A Escola e Os Desafios Contemporâneos, (2013);
- O Homem que Sabe, (2011);
- Nietzsche e a grande política da linguagem, (2005);
- Beleza, feiura e psicanálise, (2004);
- Stela do Patrocínio - Reino dos bichos e dos animais é o meu nome, (2002);
- Assim Falou Nietzsche, (1999).

Política
- Política – Nós também sabemos fazer, (2018).